# Timtig
Pour l’article homonyme, voir Ksar Timtig.
Timtig (en arabe  تمتيك), est une localité au sud-est du  Maroc qui fait partie de la commune rurale de Tamegroute. Son territoire se situe sur la rive gauche de l'oued Draa, à 12 kilomètres de la ville de Zagora à l'ouest et à 7 kilomètres de Tamegroute à l'est.
Timtig  est un ensemble de cinq ksours, inscrits comme patrimoine architectural du Maroc, Otto Kölbl et al. (2007). Le principal est Timtig Lahdab qui compte plus de la moitié des habitants. Les autres sont  Louastaniya, Ait Boulkhlat, Ait Beloualid,  Ait Moulay lakbir.

## Climat
Timtig possède un climat désertique chaud (classification de Köppen BWh). Sur l'année, la température moyenne à Timtig est de 24,5 °C et les précipitations sont en moyenne de 61,9 mm.

## Économie
L'agriculture oasienne, les envois de fonds des travailleurs migrants vers les grandes villes et l'élevage.